# Wang Jing (empresario)
Wang Jing (Beijing, 1972) es un empresario y millonario chino. Es presidente y director general de Beijing Xinwei, una compañía china de telecomunicaciones. Uno de sus principales intereses es el Grupo HKND que  está a cargo del Proyecto de Desarrollo del Canal de Nicaragua para la construcción del Canal de Nicaragua.

## Primeros años
Jing nació en Pekín, y estudió en la Universidad de Medicina Tradicional China Jiangxi sin llegar a graduarse. Posteriormente organizó la Escuela Beijing Changping de Salud Tradicional y Cultura.

## Carrera
En la década de 1990 se trasladó a Hong Kong para estudiar finanzas e inversiones. en 1998 Fundó Dingfu Investment Consulting Co. en Pekín, y el 2001 la Hong Kong Divine (Dingfu) Investment Group Ltd. No se sabe con claridad como adquirió luego el 37% de participación en la Compañía Beijing Xinwei Telecom Technology. Cuando vendió su participación a una compañía conocida ahora como Beijing Xinwei, su posición en la lista de Forbes de los billonarios chinos subió del puesto 94 en 2013 al 12 en 2014.
Además de su interés en HKND, Jing se ha invlucrado en proyectos de consultoría, minería, y agronegocios. Un proyecto para desarrollar un puerto de aguas profundas en el Mar Negro al norte de Sebastopol se encuentra en suspenso debido a la inestabilidad política de la región.
De acuerdo a la revista Forbes, el patrimonio de Wang Jing en junio de 2018 alcanzaba la suma de 1330 millones de dólares.

## Vida privada
Wang Jing es soltero y vive en Pekín.